# الأم والعاهرة
الأم والعاهرة (بالإنجليزية: The Mother and the Whore) و(بالفرنسية: La Maman et la Putain) هو فيلم فرنسي تم إنتاجه في سنة 1973 وهو من إخراج جان أوستاك وبطولة برناديت لافون وجان بيري لو وفرانسوا ليبرون، يحكي هذا الفيلم قصة حب ثلاثية بين 3 أشخاص من باريس في صيف 1972 وهم ألكسندر وهو شاب مع عشيقته ماري ومع الممرضة البولندية فيرونيكا.

## روابط خارجية
- الأم والعاهرة على موقع IMDb (الإنجليزية)
- الأم والعاهرة على موقع روتن توميتوز (الإنجليزية)
- الأم والعاهرة على موقع ألو سيني (الفرنسية)
- الأم والعاهرة على موقع أول موفي (الإنجليزية)
- الأم والعاهرة على موقع فيلمافينيتي (الإسبانية)
- الأم والعاهرة على موقع قاعدة بيانات الأفلام السويدية (السويدية)
- الأم والعاهرة على موقع قاعدة بيانات الفيلم (الإنجليزية)
- الأم والعاهرة على موقع ليتربوكسد (الإنجليزية)
- الأم والعاهرة على موقع كينوبويسك (الروسية)